# Orbais-l’Abbaye
Orbais-l’Abbaye település Franciaországban, Marne megyében. Lakosainak száma 523 fő (2022. január 1.). Orbais-l’Abbaye Igny-Comblizy, La Chapelle-sous-Orbais, Margny, Suizy-le-Franc és La Ville-sous-Orbais községekkel határos.

## Népesség
A település népességének változása:
| Lakosok száma | 726  | 617  | 602  | 578  | 583  | 583  | 561  | 550  | 545  | 523  |
|               | 1968 | 1982 | 1990 | 2006 | 2013 | 2015 | 2017 | 2019 | 2020 | 2022 |